# Jakšić
Jakšić är en ort i Kroatien.   Den ligger i länet Slavonien, i den östra delen av landet, 150 km öster om huvudstaden Zagreb. Jakšić ligger 174 meter över havet och antalet invånare är 2 013.
Terrängen runt Jakšić är platt åt nordost, men åt sydväst är den kuperad. Terrängen runt Jakšić sluttar österut. Runt Jakšić är det ganska glesbefolkat, med 30 invånare per kvadratkilometer. Närmaste större samhälle är Požega, 6,4 km väster om Jakšić. Trakten runt Jakšić består till största delen av jordbruksmark.